# Maria Gordon

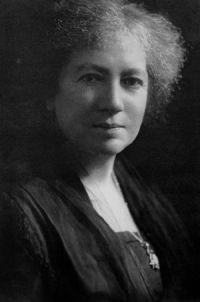
Maria Matilda Ogilvie Gordon (1900)

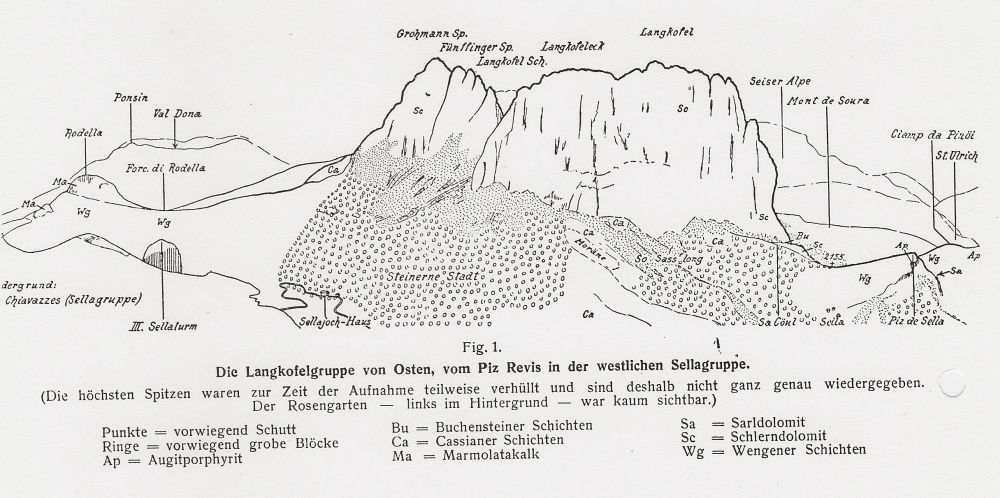
Gordon: Geologie der Langkofelgruppe (1940)

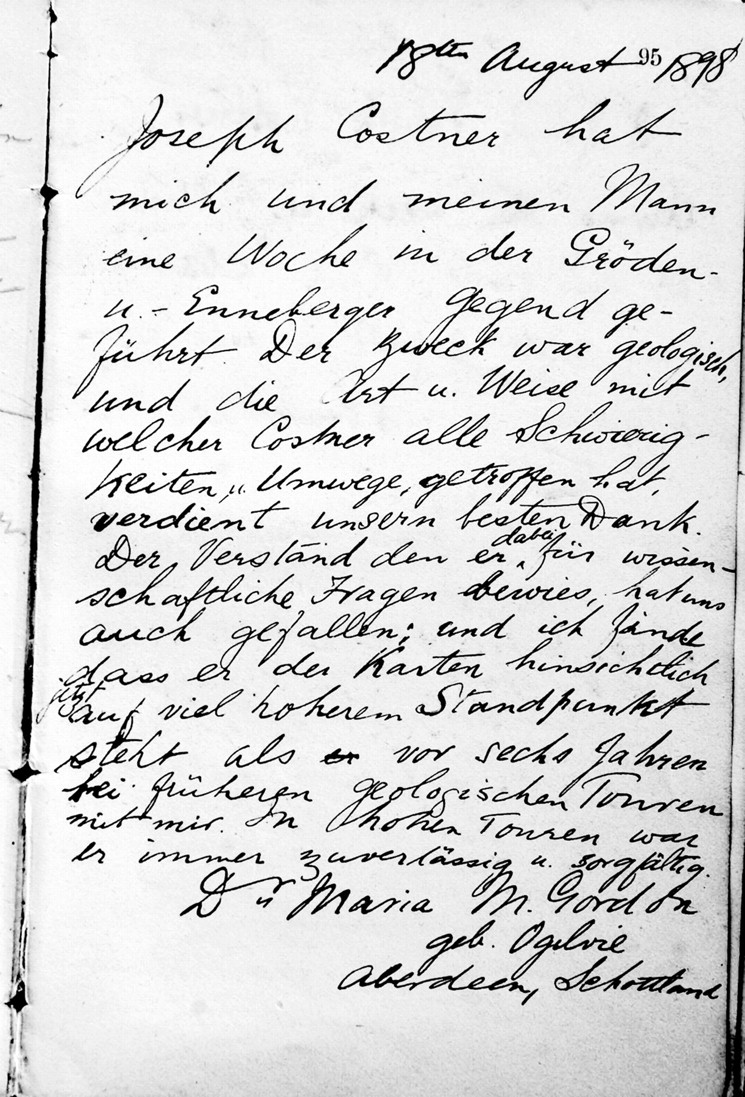
Gordon bedankt sich beim Bergführer Kostner (1898)

Dame Maria Matilda Ogilvie Gordon DBE (auch May Gordon und andere Schreibweisen, geboren 30. April 1864 in Monymusk, Aberdeenshire; gestorben 24. Juni 1939 in London) war eine britische Paläontologin und Frauenrechtlerin.

## Leben
Maria Matilda Ogilvie war eines von acht Kindern der Maria Matilda Nichol und des Pfarrers Alexander Ogilvie. Der Naturwissenschaftler und Direktor des Science Museums in London, Francis Ogilvie, war ihr Bruder. Sie besuchte das Edinburgh Ladies’ College. Nach einem Jahr Klavierstudium an der Royal Academy of Music in London entschied sie sich für die Naturwissenschaften und besuchte das Heriot-Watt College in Edinburgh. Sie schloss 1890 das Studium der Geologie, Botanik und Zoologie als Bachelor of Science am University College London ab. 1891 wollte sie an der Berliner Universität weiterstudieren, wurde aber als Frau nicht zugelassen. Stattdessen ging sie an die Universität München und studierte bei dem Paläontologen Karl Alfred von Zittel und bei dem Zoologen Richard von Hertwig. Der Geologe Paul Heinrich von Groth hingegen verweigerte ihr den Zutritt zu seinem Seminar. Im Sommer 1891 begleitete sie Ferdinand von Richthofen und seine Frau bei einer fünfwöchigen Tour zu den Südtiroler und venetischen Dolomiten. Sie besuchten dabei die bereits 1834 von Georg zu Münster beschriebenen, aber auch noch der Erschließung harrenden geologischen und paläontologischen Fundstätten in der Sankt-Cassian-Formation. Ogilvie stieg in die Wand ein und sammelte eine Vielzahl von bis dahin unerforschten Fossilien ein. Ogilvie spezialisierte sich seither auf die Geologie und die Feldforschung.
Mit der Dissertation Die Geologie der Wengener und St. Cassianer Schichten in Südtirol wurde sie 1893 an der University of London zum Doctor of Science in Geologie promoviert und war damit die erste Frau mit diesem Universitätsabschluss. 1893 nahm sie an einer Tagung von Zoologen und Geologen in Nottingham teil, bei der die seinerzeit noch strittige Frage über die Entstehung von Gesteinsformationen der Dolomiten aus einem Korallenriff diskutiert wurde. 1894 wurde ihr Tagungsbericht Coral in the “Dolomites” of South Tyrol im Geological Magazine in Cambridge veröffentlicht. 1895 heiratete sie in Aberdeen den Arzt John Gordon, sie hatten drei Kinder. Im Jahr 1900 waren sie und die Schottin Agnes Kelly die ersten Frauen, die an der Münchener Universität in Naturwissenschaften promoviert wurden. Für von Zittel übersetzte sie dessen Werk Geschichte der Geologie und Paläontologie bis Ende des 19. Jahrhunderts ins Englische.
Gordon arbeitete vornehmlich in den Dolomiten und publizierte circa dreißig wissenschaftliche Beiträge. Sie erhielt 1932 die Lyell Medal, wurde 1935 zum DBE geadelt und erhielt 1935 einen Ehrendoktor der University of Edinburgh.
Gordon war frauenpolitisch aktiv. Sie war zeitweise Ehrenvorsitzende der Associated Women’s Friendly Society, der National Women’s Citizens Association und Vorsitzende des National Council of Women of Great Britain and Ireland. 1904 nahm sie am Berliner Kongress teil, wo die International Woman Suffrage Alliance (IWSA) gegründet wurde. Nach dem Ersten Weltkrieg engagierte sie sich für die Vertretung von Fraueninteressen beim Völkerbund. 1923 kandidierte sie erfolglos für die Liberal Party bei den Unterhausnachwahlen in Hastings. 
Postum geehrt wurde sie im Jahr 2000 mit der Namensgebung des Farnfossils Gordonopteris Iorigae. An der Universität München ist der Kartenraum im Geologischen Seminar nach ihr benannt.

## Schriften (Auswahl)
- Coral in the “Dolomites” of South Tyrol. In: Geological Magazine, Cambridge University Press, Januar 1894, S. 1–10. doi:10.1017/S001675680014035X
- On the Fauna of the Upper Cassian Zone in Falzarego Valley, South Tyrol. In: Geological Magazine, Cambridge University Press, August 1900, S. 337–349. doi:10.1017/S0016756800183220
- Karl Alfred von Zittel: History of geology and palaeontology to the end of the nineteenth century. Übersetzung Maria M. Ogilvie-Gordon. Scott, London 1901
- The International Council of Women and the meetings of the International Congress of Women in Berlin, 1904. International Council of Women, Aberdeen Free Press, Aberdeen 1904
- A handbook of employments specially prepared for the use of boys and girls on entering the trades, industries, and professions. Aberdeen, Rosemount Press, 1908
- The health of the nations: compiled from Special Reports of the National Councils of Women. International Council of Women. Rosemount Press, Aberdeen 1909
- Die Korallen der Stramberger Schichten: Paläontologische Studien über die Grenzschichten der Jura- und Kreide-Formation im Gebiete der Karpathen, Alpen und Apenninen. 7. Theil. Palaeontologica, Suppl. Bd. 3 S. 73–282, 12 Tafeln fol
- Das Grödener-, Fassa- und Enneberggebiet in den Südtiroler Dolomiten. Tl. 1/2: Stratigraphie – Tektonik. Geologische Bundesanstalt, Wien, 1927
- Das Grödener-, Fassa- und Enneberggebiet in den Südtiroler Dolomiten. Tl. 3: Paläontologie. Mit einem Atlas von 13 Tafeln. Geologische Bundesanstalt, Wien, 1927
- Geologisches Wanderbuch der westlichen Dolomiten. Kartographische Anstalt G. Freytag & Berndt, Wien 1928
- mit Julius von Pia: Zur Geologie der Langkofelgruppe in den Südtiroler Dolomiten. Mitteilungen des Alpenländischen geologischen Vereines, Band 32 für 1939, Wien 1940